# Grevillea latifolia
Grevillea latifolia là một loài thực vật có hoa trong họ Quắn hoa. Loài này được C.A.Gardner miêu tả khoa học đầu tiên năm 1923.